# Колибри-бриллианты
Колибри-бриллианты (лат. Heliodoxa) — род птиц семейства колибри.

## Виды
Международный союз орнитологов относит к роду 10 видов:
- Бурый бриллиант (Heliodoxa xanthogonys Salvin & Godman, 1882)
- Красногорлый бриллиант (Heliodoxa gularis (Gould, 1860))
- Краснокрылый бриллиант (Heliodoxa branickii (Taczanowski, 1874))
- Черногорлый бриллиант (Heliodoxa schreibersii (Bourcier, 1847))
- Heliodoxa aurescens (Gould, 1846)
- Буробрюхий бриллиант (Heliodoxa rubinoides (Bourcier & Mulsant, 1846))
- Зеленошапочный бриллиант (Heliodoxa jacula Gould, 1850)
- Королевский бриллиант (Heliodoxa imperatrix (Gould, 1856))
- Фиолетоволобый бриллиант (Heliodoxa leadbeateri (Bourcier, 1843))
- Heliodoxa rubricauda (Boddaert, 1783)